# Slunjčica
Lo Slunjčica (chiamato localmente anche Slušnica e Sluscinizza in italiano, desueto) è un fiume che scorre attraverso la regione di Kordun, nella Croazia centrale. 
Le sorgenti sono vicino alla località di Slunjčice, ad un'altezza di 250 m s.l.m., presso una grotta da cui sgorga molta acqua. Dapprima scorre attraverso una stretta valle in direzione Nord Est per poi entrare in una profonda gola dirigendosi verso NNW.
Dopo un corso di 5,7 km, lo Slunjčica sfocia nel fiume Korana, nei pressi di Rastoke dove forma 23 cascate, alte complessivamente 20 m..La città di Slunj prende il nome da questo fiume.